# Raphaël Lenglet
Raphaël Lenglet (ur. 21 października 1976 w Metzu) – francuski aktor filmowy, telewizyjny i teatralny.

## Filmografia kinowa
- 2000: Là-bas... mon pays jako młody Issam
- 2003: Caméra Café jako Dimitri Kovalski
- 2011: Ni vu, ni connu jako Florian Camus
- 2012: Mince alors! jako Yussuf
- 2012: Vive la colo ! jako Driss
- 2013-: Candice Renoir jako Antoine Dumas
- 2014: La liste de mes envies jako Hervé Meunier
- 2016: Elle jako Ralph
- 2016: Au revoir là-haut